# Raray
Raray est une commune française située dans le département de l'Oise en région Hauts-de-France.

## Géographie

### Localisation
Raray est situé dans la plaine agricole du Valois, à 11 km au nord-est de Senlis et à 13 km à l'ouest de Crépy-en-Valois. La distance routière de Senlis est de 12 km, et Paris est éloigné de 52 km par Senlis et l'autoroute A1. La commune de Raray se compose du village qui lui a donné son nom, ainsi que du hameau de la Borde, situé à l'extrémité nord-est du territoire communal. Ce hameau se réduit à une ferme et quelques maisons.
| Villeneuve-sur-Verberie | Verberie |      |
| Brasseuse               | Raray    | Néry |
|                         | Rully    |      |

Le village est implanté au centre du territoire communal, de petite dimension. Le bourg le plus proche de Raray est Verberie, à 6,5 km. Quelques commerces (boulangerie, auberge, bar-tabac-presse) existent également à Villeneuve-sur-Verberie, éloigné de 2,8 km.

### Topographie et relief
Les surfaces agricoles vouées aux grandes cultures occupent la majeure partie du territoire communal, qui présente l'aspect d'un paysage utilitaire laissant à peine la place à un ou deux arbres solitaires. De ce fait, le bois du Haut-Montel et de Raray, au nord-ouest du village, présente une variation agréable ; située autour d'une butte-témoin de faible hauteur 129,3 m au-dessus du niveau de la mer), il est visible de loin. Ce sommet étant situé en dehors du territoire de Raray, l'amplitude des dénivelés n'est que de 30 m sur la commune avec son profil plutôt plat. Les cours d'eau sont absents sur la commune.

### Sites naturels protégés
Raray entre dans le périmètre du parc naturel régional Oise-Pays de France pour la totalité de son territoire. Le bois du Haut-Montel et de Raray, situé en partie sur les communes voisines de Brasseuse et Villeneuve-sur-Verberie est protégée en tant que zone naturelle d'intérêt écologique, faunistique et floristique (ZNIEFF) type 1 n° national 220013834, à l'exclusion toutefois de la partie du bois intégrée dans le terrain de golf. En outre, l'ensemble de la commune de Raray fait partie du site naturel inscrit de la vallée de la Nonette (inscription par décret du 6 février 1970). Ce site inscrit a préfiguré le pParc naturel régional, son découpage étant à peu près identique avec la partie du Parc située dans l'Oise. - Au sud de Raray, la limite avec les communes voisines de Brasseuse et Rully est matérialisée par la chaussée Brunehaut, chemin rectiligne d'origine antique mais indatable, et aujourd'hui incorporé dans l'une des nombreuses variantes du chemin de Compostelle. Ce chemin de terre va de Senlis à Soissons, mais n'existe plus en continuité. Il n'y a pas de sentier de Grande Randonnée sur la commune.

### Hydrographie
La commune est située dans le bassin Seine-Normandie. Elle n'est drainée par aucun cours d'eau,.

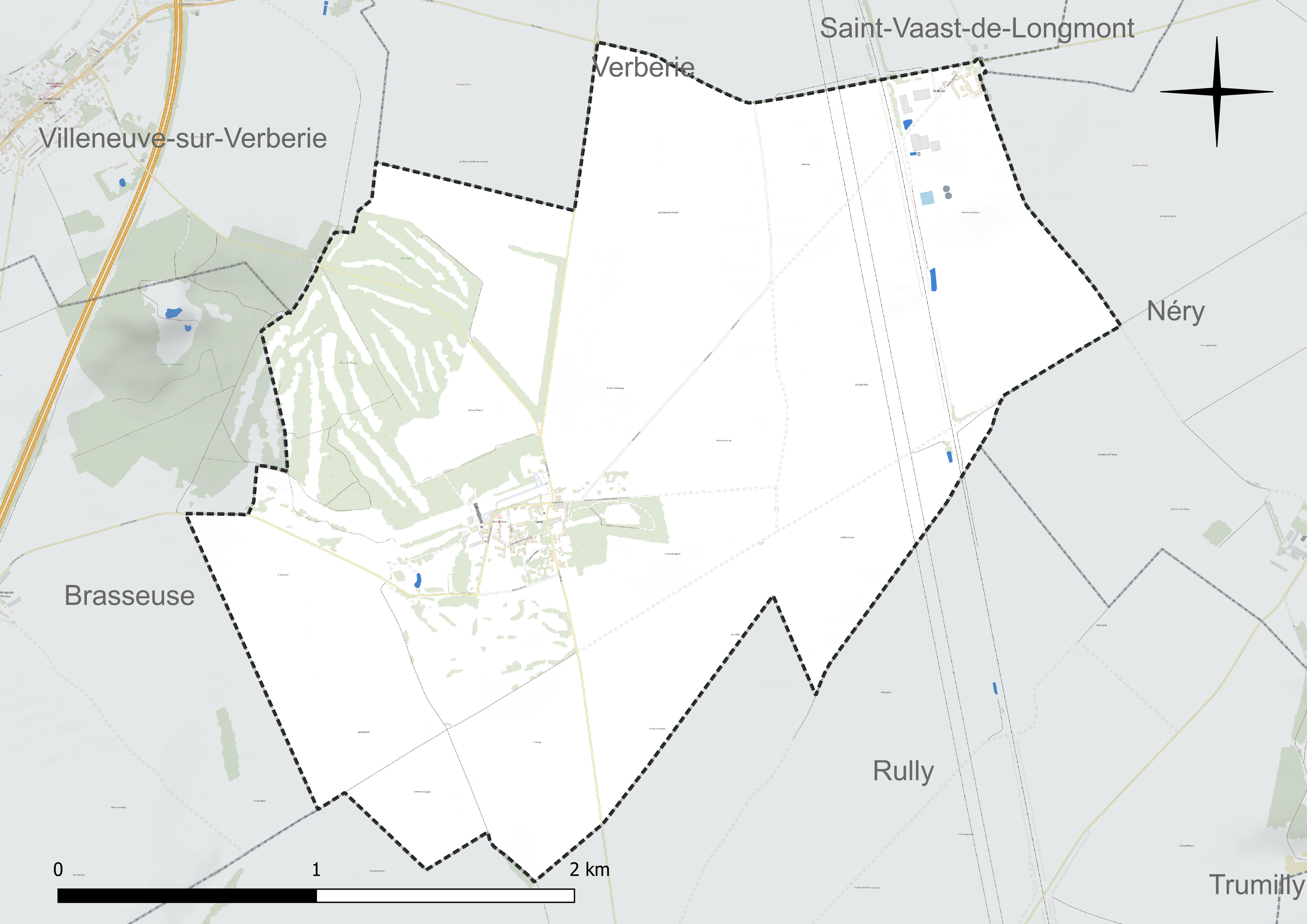
Réseau hydrographique de Raray.

### Climat
Pour des articles plus généraux, voir Climat des Hauts-de-France et Climat de l'Oise.
En 2010, le climat de la commune est de type climat océanique dégradé des plaines du Centre et du Nord, selon une étude du CNRS s'appuyant sur une série de données couvrant la période 1971-2000. En 2020, Météo-France publie une typologie des climats de la France métropolitaine dans laquelle la commune est dans une zone de transition entre le climat océanique et le climat océanique altéré et est dans la région climatique  Nord-est du bassin Parisien, caractérisée par un ensoleillement médiocre, une pluviométrie moyenne régulièrement répartie au cours de l'année et un hiver froid (3 °C). 
Pour la période 1971-2000, la température annuelle moyenne est de 10,7 °C, avec une amplitude thermique annuelle de 14,9 °C. Le cumul annuel moyen de précipitations est de 693 mm, avec 11,3 jours de précipitations en janvier et 8 jours en juillet. Pour la période 1991-2020, la température moyenne annuelle observée sur la station météorologique la plus proche, située sur la commune de Creil à 17 km à vol d'oiseau, est de 11,2 °C et le cumul annuel moyen de précipitations est de 662,2 mm,. Pour l'avenir, les paramètres climatiques de la commune estimés pour 2050 selon différents scénarios d'émission de gaz à effet de serre sont consultables sur un site dédié publié par Météo-France en novembre 2022.

## Urbanisme

### Typologie
Au 1er janvier 2024, Raray est catégorisée commune rurale à habitat dispersé, selon la nouvelle grille communale de densité à sept niveaux définie par l'Insee en 2022.
Elle est située hors unité urbaine. Par ailleurs la commune fait partie de l'aire d'attraction de Paris, dont elle est une commune de la couronne,. 

### Occupation des sols
L'occupation des sols de la commune, telle qu'elle ressort de la base de données européenne d'occupation biophysique des sols Corine Land Cover (CLC), est marquée par l'importance des territoires agricoles (80,6 % en 2018), une proportion identique à celle de 1990 (80,6 %). La répartition détaillée en 2018 est la suivante : 
terres arables (76,7 %), espaces verts artificialisés, non agricoles (14,7 %), forêts (4,7 %), zones agricoles hétérogènes (3,9 %). L'évolution de l'occupation des sols de la commune et de ses infrastructures peut être observée sur les différentes représentations cartographiques du territoire : la carte de Cassini (XVIIIe siècle), la carte d'état-major (1820-1866) et les cartes ou photos aériennes de l'IGN pour la période actuelle (1950 à aujourd'hui).

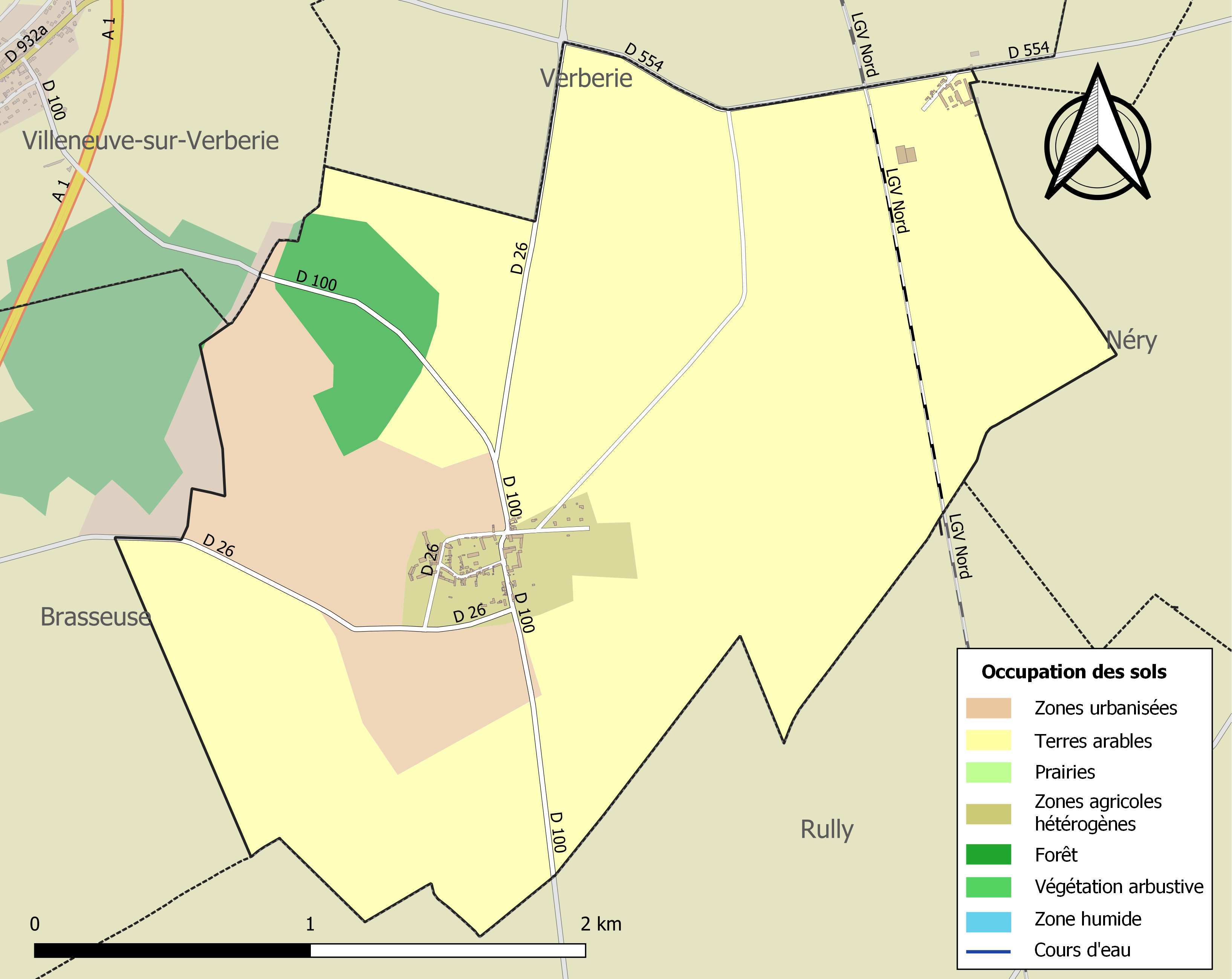
Carte des infrastructures et de l'occupation des sols de la commune en 2018 (CLC).

### Voies de communication et transports
Cette autoroute passe à seulement 650 m à l'ouest du centre du village, mais il n'y a aucun échangeur avant Senlis. Le village est traversé par deux routes départementales, la RD 100 Pontpoint - Le Plessis-Belleville comme axe nord-sud, et la RD 26 qui fait un crochet par Raray. Elle relie la commune à Senlis par Ognon et la RD 932a, et à Verberie par la RD 932a également. Par ailleurs, la LGV Nord passe par Raray à l'est de la commune, dans un sens nord-sud. Raray ne dispose toutefois d'aucune gare.
La commune est desservie, en 2023, par la ligne 6221 du réseau interurbain de l'Oise.

## Toponymie
La localité apparaît pour la première fois dans les textes vers 1106 sous le nom Rareto. Selon Ernest Nègre, le nom de la commune signifierait : ensemble de sillons*.

## Politique et administration

### Rattachements administratifs et électoraux
La commune se trouve dans l'arrondissement de Senlis du département du Oise. Pour l'élection des députés, elle fait partie de la quatrième circonscription de l'Oise.
Elle fait partie depuis 1801 du canton de Pont-Sainte-Maxence. Dans le cadre du redécoupage cantonal de 2014 en France, ce canton, où elle est toujours intégrée, a été modifié, passant de 13 à 23 communes.

### Intercommunalité
Jusqu'au début de l'année 2009, la commune appartenait à la communauté de communes du Pays de Senlis qui regroupait 19 collectivités.
À la suite de désaccords profonds entre élus des communes membres, le préfet a décidé de dissoudre l'intercommunalité le 30 avril 2009.
Il autorise la création : 

- de la communauté de communes des Trois Forêts (CC3F) avec les 5 communes de Senlis, Aumont-en-Halatte, Courteuil, Chamant et Fleurines.

- de la communauté de communes Cœur Sud Oise (CCCSO), regroupant treize communes et dont le siège était à Ognon, l'une des plus petites de l'intercommunalité.
Dans le cadre des dispositions de la loi portant nouvelle organisation territoriale de la République (Loi NOTRe) du 7 août 2015, qui prévoit que les établissements publics de coopération intercommunale (EPCI) à fiscalité propre doivent avoir un minimum de 15 000 habitants,, le schéma départemental de coopération intercommunale approuvé par le préfet de l'Oise le 24 mars 2016 prévoit notamment la fusion de la communauté de communes des Trois Forêts et de la communauté de communes Cœur Sud Oise.
Après consultation des conseils municipaux et communautaires concernés, la nouvelle intercommunalité, recréant de fait l'ancienne communauté de communes du Pays de Senlis (sans Orry-la-Ville), dont la scission en 2010 avait créée ces deux intercommunalités, est constituée au 1er janvier 2017 par un arrêté préfectoral du 14 novembre 2016  sous le nom de communauté de communes Senlis Sud Oise, dont la commune est désormais membre.

### Liste des maires
| Période                                  | Période                         | Identité                        | Étiquette | Qualité                                                                |
| ---------------------------------------- | ------------------------------- | ------------------------------- | --------- | ---------------------------------------------------------------------- |
| Les données manquantes sont à compléter. |                                 |                                 |           |                                                                        |
|                                          |                                 | Henry Huchet de La Bédoyère     |           |                                                                        |
|                                          |                                 | Antoine Huchet de La Bédoyère   |           | Fils du précédent                                                      |
|                                          |                                 | Jean Huchet de La Bédoyère      |           | Frère du précédent                                                     |
| avant 1988                               | ?                               | Yves Huchet de La Bédoyère      |           | Neveu du précédent                                                     |
| Les données manquantes sont à compléter. |                                 |                                 |           |                                                                        |
| juin 1995                                | En cours (au 25 septembre 2014) | Jean-Marc Huchet de La Bédoyère |           | Frère du précédent Agriculteur retraité Réélu pour le mandat 2014-2020 |

## Population et société

### Démographie

#### Évolution démographique
L'évolution du nombre d'habitants est connue à travers les recensements de la population effectués dans la commune depuis 1793. Pour les communes de moins de 10 000 habitants, une enquête de recensement portant sur toute la population est réalisée tous les cinq ans, les populations de référence des années intermédiaires étant quant à elles estimées par interpolation ou extrapolation. Pour la commune, le premier recensement exhaustif entrant dans le cadre du nouveau dispositif a été réalisé en 2004.

En 2022, la commune comptait 121 habitants, en évolution de −20,39 % par rapport à 2016 (Oise : +0,87 %, France hors Mayotte : +2,11 %).
| 1793 | 1800 | 1806 | 1821 | 1831 | 1836 | 1841 | 1846 | 1851 |
| ---- | ---- | ---- | ---- | ---- | ---- | ---- | ---- | ---- |
| 193  | 241  | 258  | 222  | 193  | 179  | 182  | 209  | 189  |

| 1856 | 1861 | 1866 | 1872 | 1876 | 1881 | 1886 | 1891 | 1896 |
| ---- | ---- | ---- | ---- | ---- | ---- | ---- | ---- | ---- |
| 178  | 181  | 185  | 190  | 199  | 173  | 175  | 208  | 200  |

| 1901 | 1906 | 1911 | 1921 | 1926 | 1931 | 1936 | 1946 | 1954 |
| ---- | ---- | ---- | ---- | ---- | ---- | ---- | ---- | ---- |
| 207  | 209  | 218  | 233  | 197  | 204  | 187  | 263  | 207  |

| 1962 | 1968 | 1975 | 1982 | 1990 | 1999 | 2004 | 2006 | 2009 |
| ---- | ---- | ---- | ---- | ---- | ---- | ---- | ---- | ---- |
| 192  | 176  | 144  | 160  | 149  | 144  | 150  | 149  | 152  |

| 2014 | 2019 | 2022 | - | - | - | - | - | - |
| ---- | ---- | ---- | - | - | - | - | - | - |
| 156  | 127  | 121  | - | - | - | - | - | - |

#### Pyramide des âges
La population de la commune est relativement âgée.
En 2018, le taux de personnes d'un âge inférieur à 30 ans s'élève à 24,4 %, soit en dessous de la moyenne départementale (37,3 %). À l'inverse, le taux de personnes d'âge supérieur à 60 ans est de 28,3 % la même année, alors qu'il est de 22,8 % au niveau départemental.
En 2018, la commune comptait 71 hommes pour 64 femmes, soit un taux de 52,59 % d'hommes, largement supérieur au taux départemental (48,89 %).
Les pyramides des âges de la commune et du département s'établissent comme suit.
| Hommes | Classe d’âge | Femmes |
| ------ | ------------ | ------ |
| 0,0    | 90 ou +      | 1,7    |
| 4,5    | 75-89 ans    | 5,0    |
| 23,9   | 60-74 ans    | 21,7   |
| 23,9   | 45-59 ans    | 28,3   |
| 20,9   | 30-44 ans    | 21,7   |
| 14,9   | 15-29 ans    | 13,3   |
| 11,9   | 0-14 ans     | 8,3    |

| Hommes | Classe d’âge | Femmes |
| ------ | ------------ | ------ |
| 0,5    | 90 ou +      | 1,4    |
| 5,5    | 75-89 ans    | 7,6    |
| 15,6   | 60-74 ans    | 16,3   |
| 20,8   | 45-59 ans    | 20     |
| 19,4   | 30-44 ans    | 19,4   |
| 17,6   | 15-29 ans    | 16,2   |
| 20,6   | 0-14 ans     | 19,1   |

## Culture locale et patrimoine

### Lieux et monuments

#### Monuments historiques
Raray compte six monuments historiques sur son territoire, dont le château, ses balustrades, et deux autres ensembles architecturaux liés également au château.

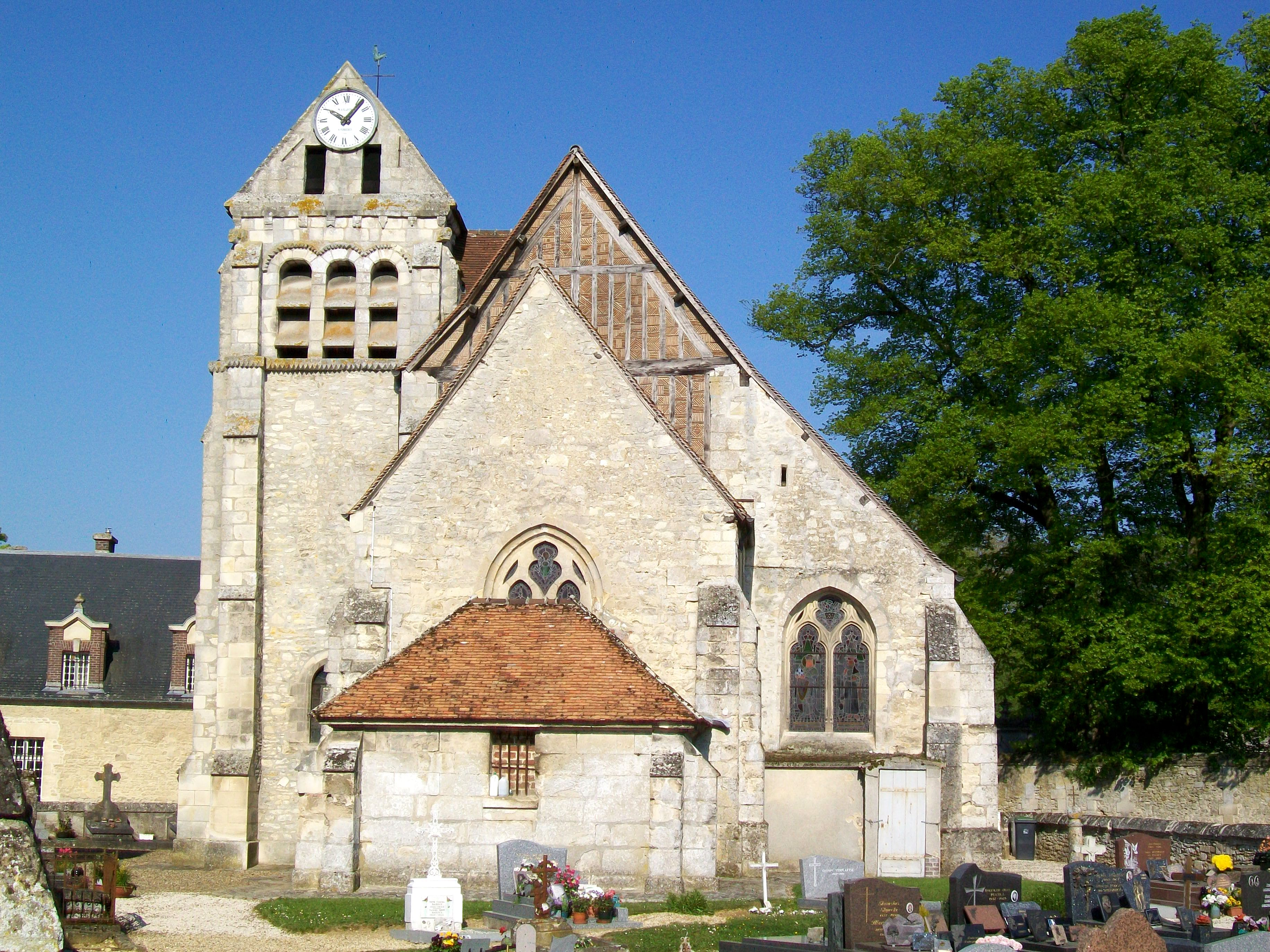
L'église avec son clocher roman, vue depuis le cimetière à l'est.
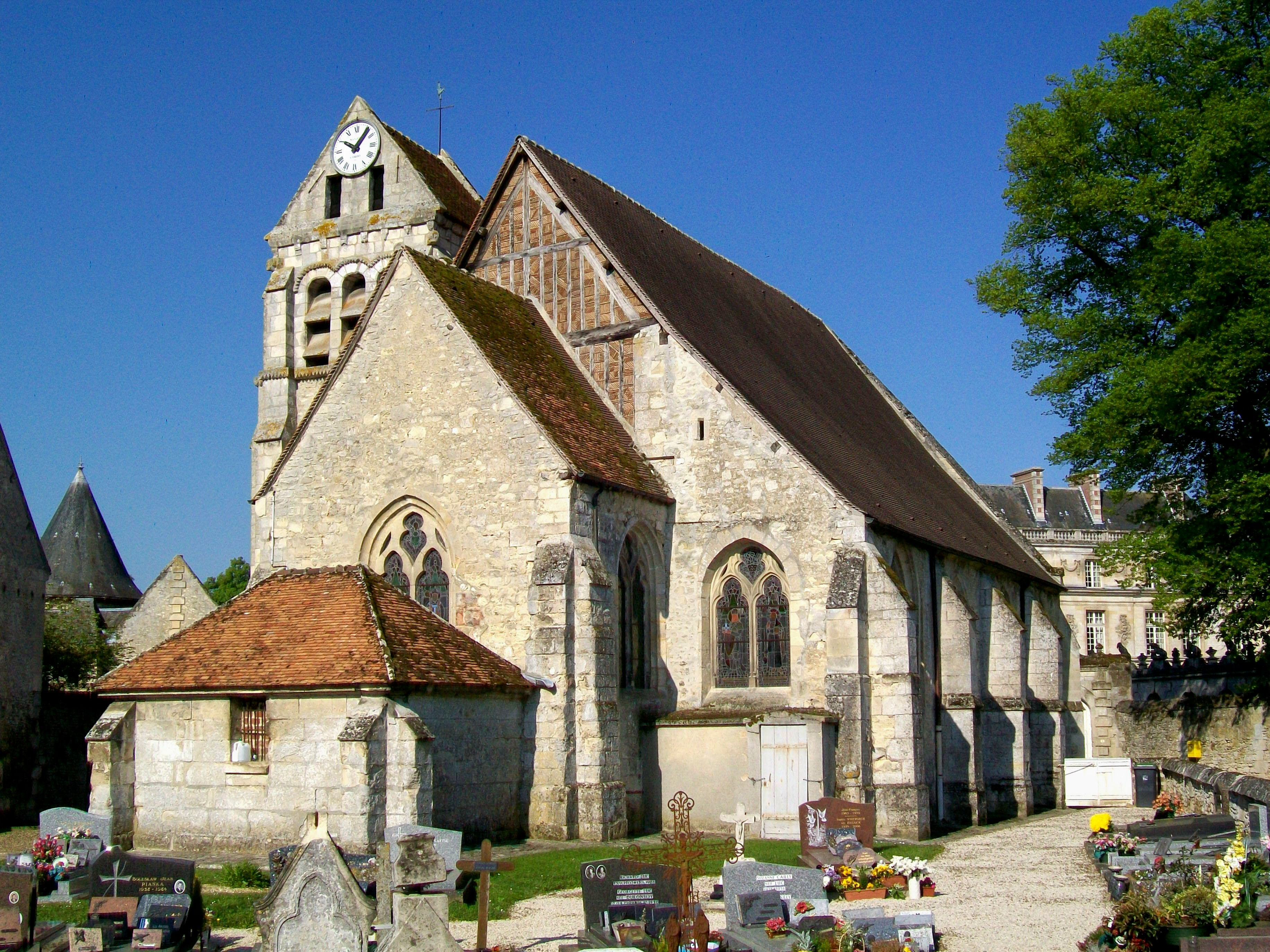
Vue de l'église depuis le nord-est (bas-côté nord) ; à droite, le château.
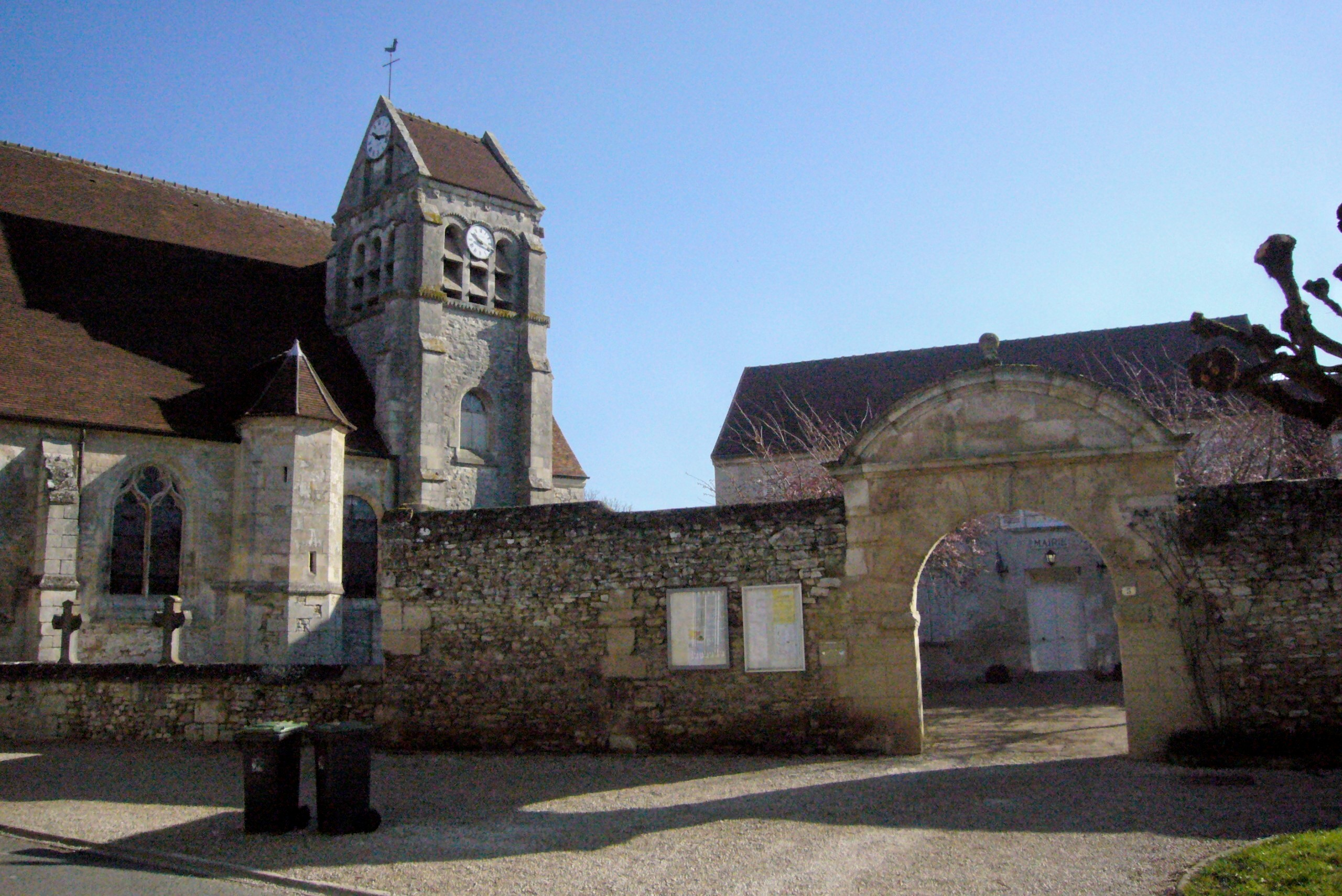
Le portail inscrit M.H. de l'ancien presbytère, et la façade sud de l'église.

- Église Saint-Nicolas (classée monument historique par arrêté du 28 novembre 1921[34]) : C'est un petit édifice d'un style gothique flamboyant assez pur, qui a été bâti probablement au cours des années 1520 / 1530. Ses parties orientales réutilisent des structures plus anciennes, et le clocher en bâtière, ainsi que la voûte de la chapelle Saint-Joseph au rez-de-chaussée, remontent au milieu du XIIe siècle. Tant à l'extérieur qu'à l'intérieur, l'architecture est soignée, ce qui se traduit notamment par le décor abondant du portail occidental, les piliers ondulés, la modénature complexe et les réseaux flamboyants aux lancettes à têtes trilobées, surmontées de soufflets et mouchettes. Toutes les travées sont voûtées d'ogives. L'église a bénéficié d'une restauration complète à la fin du XIXe et au début du XXe siècle[35],[36].
- Portail et enclos de l'ancien presbytère, aujourd'hui mairie (inscrit monument historique par arrêté du 15 avril 1988[37]) : il date de 1621 et se présente dans un pur style Renaissance. L'arc cintré est surmonté par un fronton circulaire, soutenu par une corniche et orné d'une boule.

#### Autres éléments du patrimoine
- Ancienne orangerie du château, rue Nicolas-de-Lancy : Elle a été transformée en restaurant quand cinq chambres d'hôte ont été aménagées dans les anciennes écuries du château en 1999[38].
- Une tour haute de trente mètres, rue Nicolas-de-Lancy, au sud de l'orangerie : D'une esthétique controversée, elle a été construite entre 1901 et 1903 pour Henri de La Bédoyère[39]. À l'origine, la tour supportait une éolienne servant à remonter l'eau du puits. Détruite par une tempête en 1921, elle n'a pas été remplacée, l'énergie électrique étant alors disponible[38].
- Ferme Parmentier ou « petite ferme », rue Nicolas-de-Lancy / rue Jean-Cocteau, face à la ferme du château : Intéressante pour son petit manoir Renaissance du XVIe siècle avec des fenêtres à meneaux. Quand le marquis Henry de Barres devint seigneur de Raray en 1760, il réunit la petite ferme à la « grande ferme » en face[40]. D'une architecture plus simple que le « manoir » de la ferme voisine, c'est surtout l'ensemble de deux manoirs de la même époque donnant sur une grande place dégagée et engazonnée qui est remarquable.
- Pompes publiques : Avant l'adduction de l'eau potable dans les maisons, beaucoup de communes de la région ont installé des bornes-fontaines où les habitants pouvaient venir chercher de l'eau. Raray a cependant opté pour des pompes, solution moins onéreuse en l'absence de sources artésiennes, car ne nécessitant pas la construction d'une canalisation et d'une citerne. Ces pompes présentent un levier long de près de deux mètres, ce qui trahit la profondeur importante des puits. Le levier et le tuyau avec son robinet sont montés dans un bloc en pierre. Des telles pompes se trouvent, par exemple, devant le manoir de la ferme du château et rue du Son, derrière l'église.

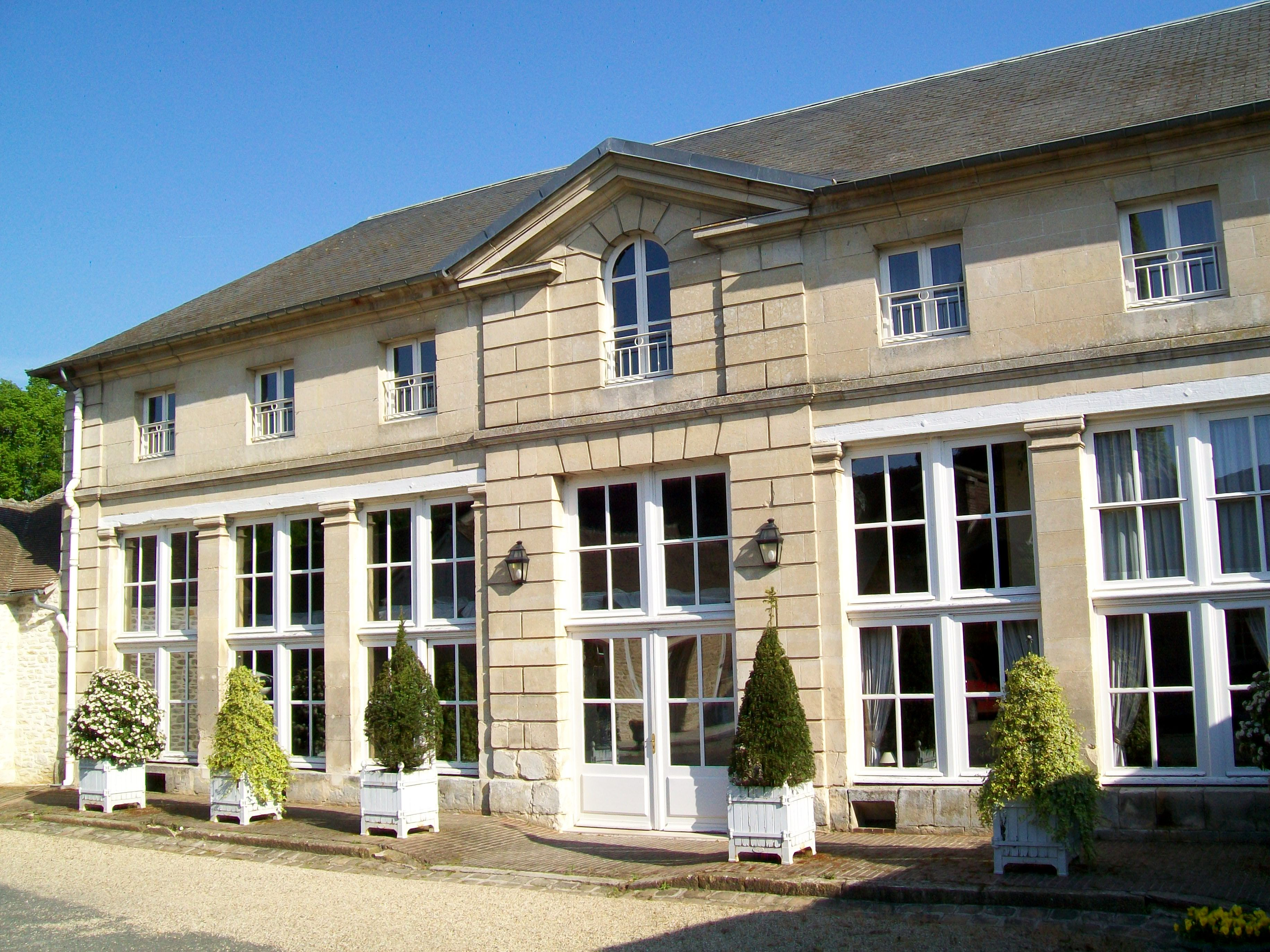
L'orangerie du château, aujourd'hui restaurant. Les bâtiments annexes (anciens communs) hébergent des chambres d'hôtes.
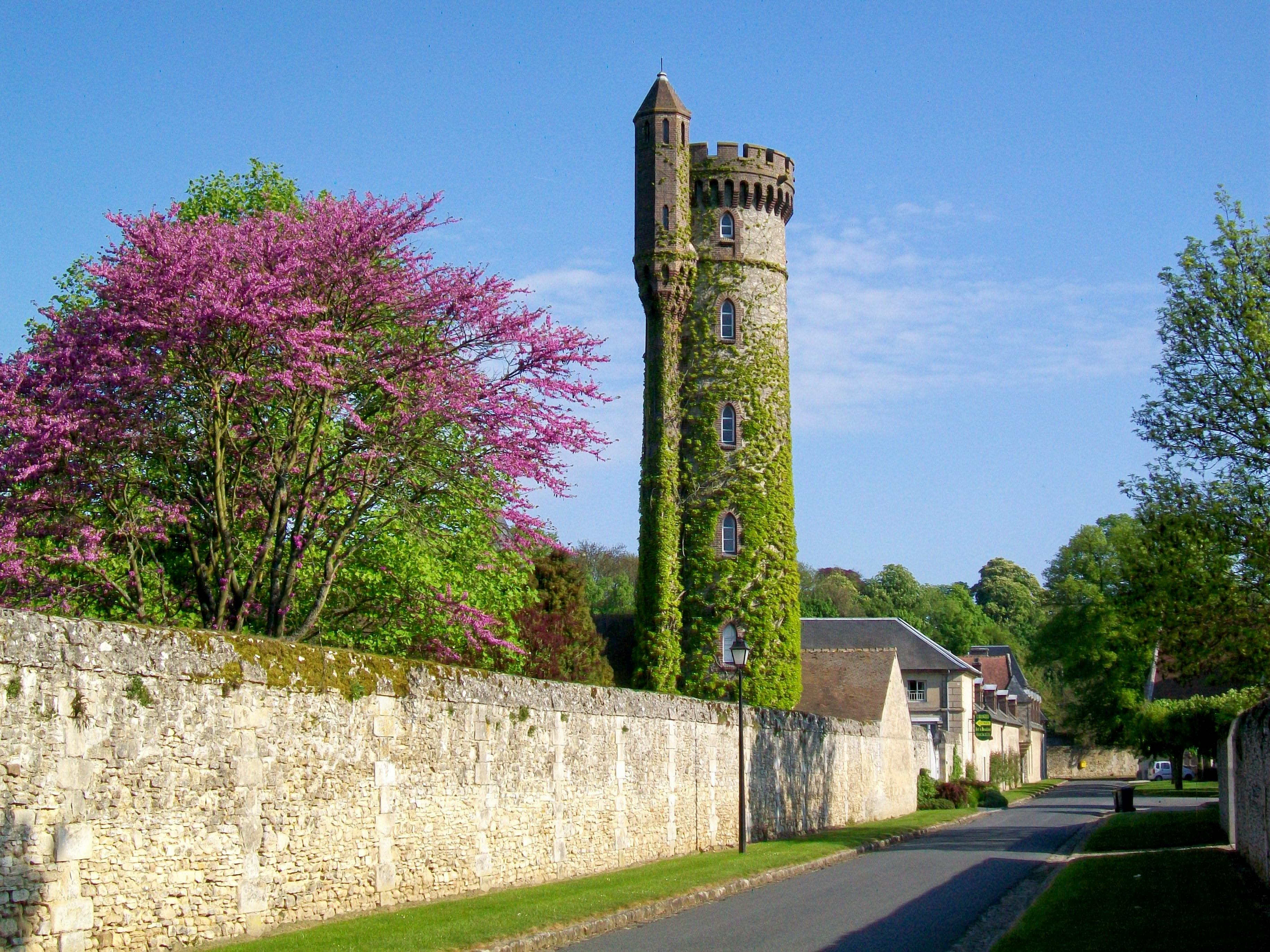
La tour haute de 30 m ; derrière, l'orangerie puis l'ancienne écurie du château sont visibles.
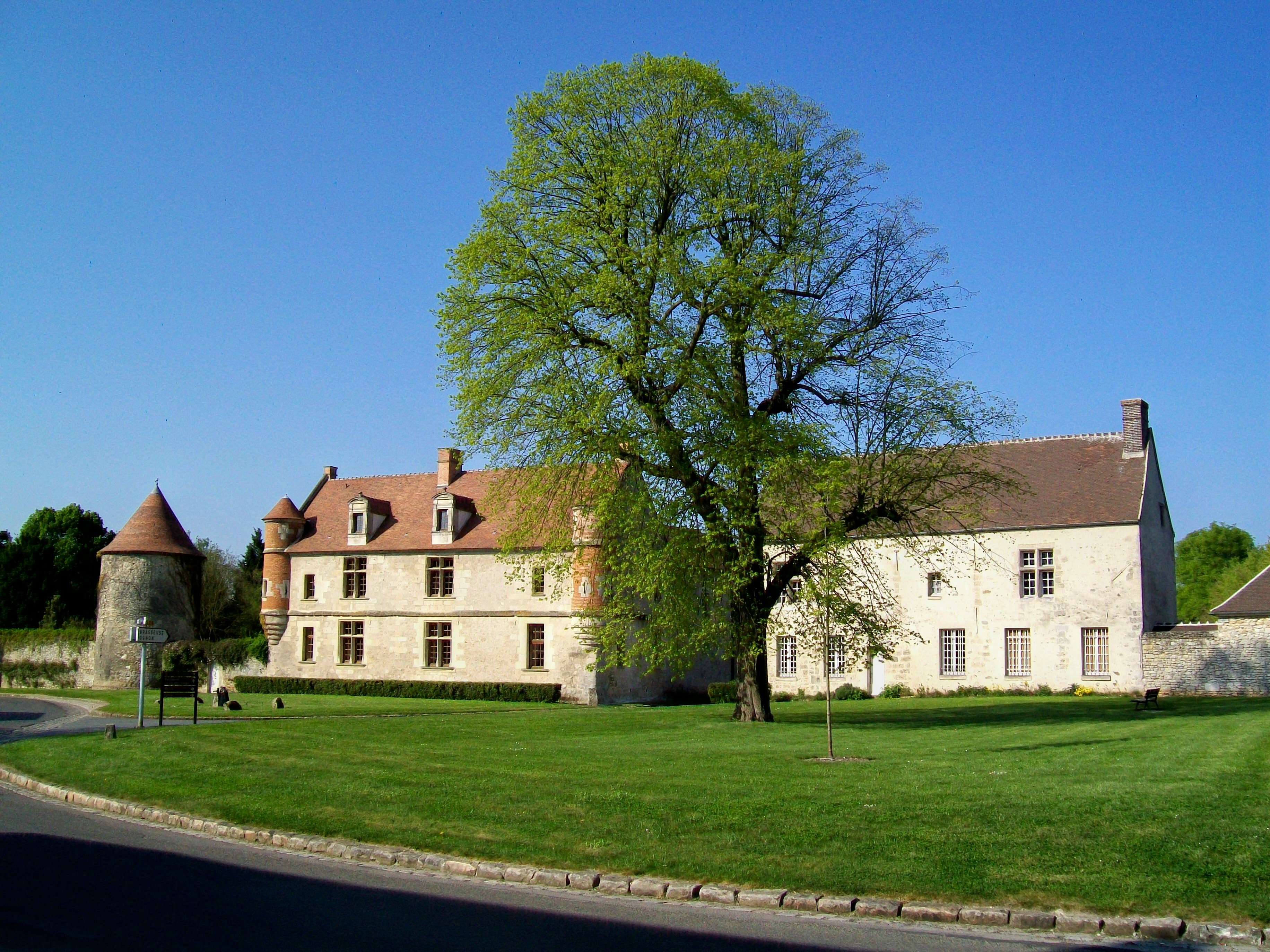
Le manoir de la ferme du château et son colombier (à gauche) et le manoir de la ferme Parmentier (à droite), à l'entrée est du village.
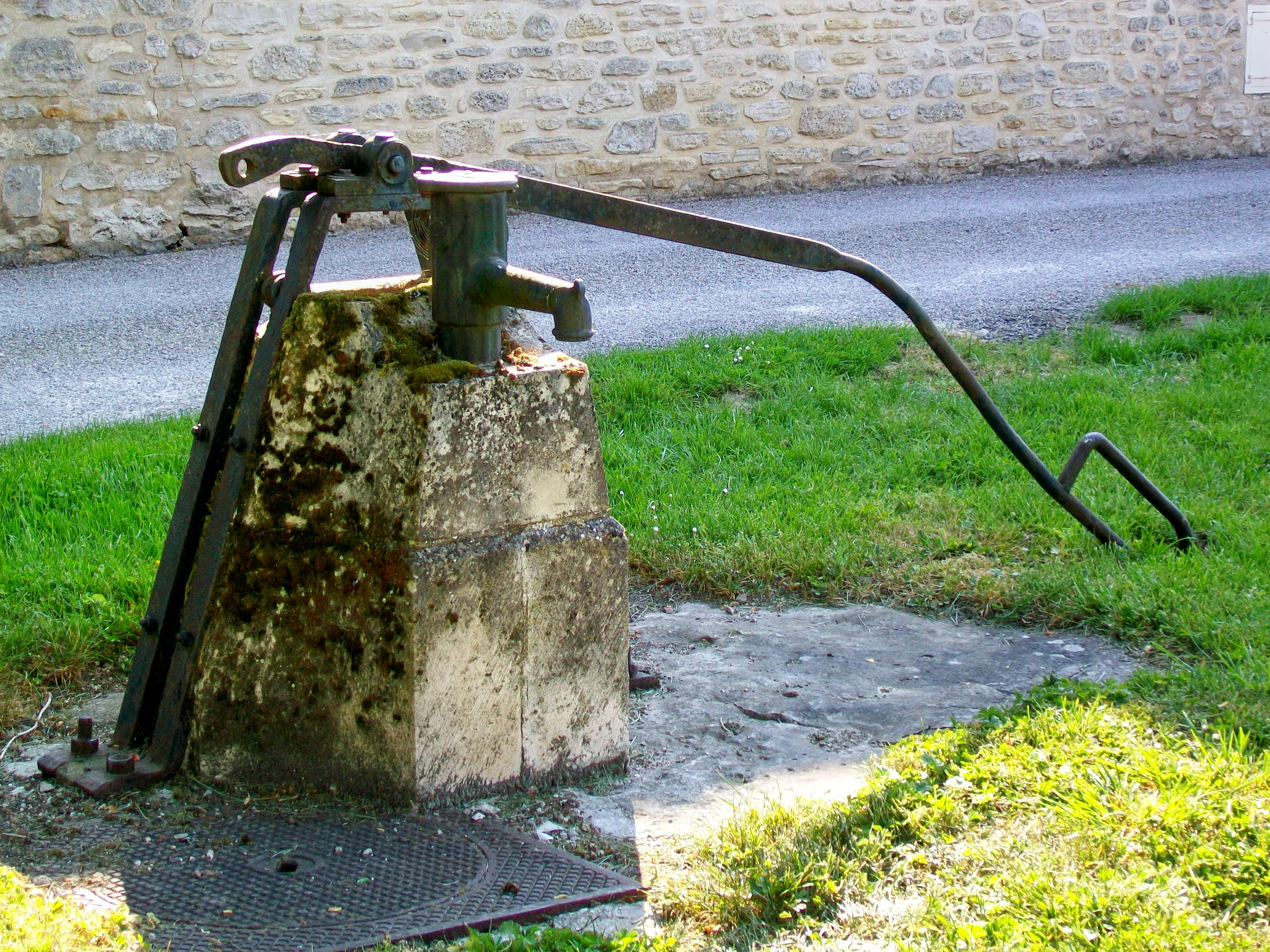
Pompe publique derrière l'église, destinée initialement à l'approvisionnement en eau potable de la population du village.

### Personnalités liées à la commune
- Madame de Sévigné, cousine des Lancy, propriétaires du château, a séjourné à Raray.